# Mustafa Abdellaoue
Mustafa Abdellaoue, detto Mos (Oslo, 1º agosto 1988), è un ex calciatore norvegese, di ruolo attaccante.

## Biografia
È il fratello di Mohammed Abdellaoue, anch'egli calciatore. È inoltre cugino di Omar Elabdellaoui. È conosciuto anche come Mos, per essere distinto dal fratello, che è invece detto Moa. Molto spesso, il suo nome è erroneamente scritto come Mostafa.

## Carriera

### Club
Abdellaoue iniziò la carriera professionistica con la maglia dello Skeid, per cui debuttò in 1. divisjon in data 16 maggio 2005, sostituendo Abdurahim Laajaab nella sconfitta per 2-1 contro il Sandefjord. Fu successivamente prestato al Lillestrøm, per cui giocò soltanto nella squadra riserve (terzo livello del calcio norvegese), segnando anche una rete, prima di tornare allo Skeid. Nel 2008, con lo Skeid retrocesso dalla 1. divisjon, realizzò 17 reti in 22 incontri e contribuì all'immediata promozione del club.
Il 1º gennaio 2009, firmò per il Vålerenga, a parametro zero. Diventò così compagno di squadra di suo fratello Mohammed, per la seconda volta in carriera (entrambi militarono allo Skeid). Debuttò in squadra nella Superfinalen 2009, quando sostituì proprio suo fratello nella sconfitta per 3-1 contro lo Stabæk, in data 8 marzo. Dovette attendere una settimana per disputare il primo incontro nell'Eliteserien, quando fu titolare nella sconfitta per 3-0 contro il Rosenborg. Il 16 aprile, realizzò la prima rete per il Vålerenga, nella vittoria in trasferta per 2-0 sul Lillestrøm.
Abdellaoue non fu comunque una prima scelta l'attacco del Vålerenga, nelle sue prime due stagioni al club, nonostante la partenza del fratello Mohammed. Il suo spazio fu così limitato.
L'11 marzo 2011 fu ufficializzata la sua cessione in prestito al Tromsø per tutta la stagione. Debuttò in squadra il 3 aprile, sostituendo Sigurd Rushfeldt nel pareggio per 2-2 sul campo del Molde. Il 10 aprile siglò la prima rete, nel 2-0 inflitto allo Start. Il 25 maggio segnò una tripletta al Bodø/Glimt, permettendo il successo per 3-0 del Tromsø nel terzo turno della Coppa di Norvegia 2011. Fu capocannoniere dell'Eliteserien 2011 con 17 reti in 29 incontri.
Il 27 gennaio 2012 fu reso noto il suo trasferimento al Copenaghen. L'8 marzo 2013, passò in prestito al Vålerenga, fino al 30 giugno successivo. Terminato il prestito, fece ritorno al Copenaghen. Il 31 agosto 2013, si trasferì all'Odense con la medesima formula.
Il 17 giugno 2014, l'Aalesund rese noto sul proprio sito ufficiale l'ingaggio di Abdellaoue, che si legò al nuovo club con un contratto valido per i successivi tre anni e mezzo, con l'accordo che sarebbe entrato in vigore alla riapertura del calciomercato norvegese, in data 15 luglio.
Al termine del campionato 2017, l'Aalesund è retrocesso in 1. divisjon. Il 27 novembre dello stesso anno ha ufficializzato la decisione di lasciare il club a parametro zero, alla fine dell'anno.
Il 24 gennaio 2018, lo Strømsgodset ha ufficializzato l'ingaggio di Abdellaoue, che ha firmato un contratto quadriennale col nuovo club: ha scelto di vestire la maglia numero 30.

### Nazionale
Il 23 novembre 2011 ricevette la prima convocazione per la Norvegia, in vista della King's Cup in Thailandia, in programma dall'11 al 22 gennaio 2012.

## Statistiche

### Presenze e reti nei club
Statistiche aggiornate al 31 gennaio 2021.
| Stagione            | Club                | Campionato          | Campionato | Campionato | Coppe nazionali | Coppe nazionali | Coppe nazionali | Coppe continentali | Coppe continentali | Coppe continentali | Supercoppe | Supercoppe | Supercoppe | Totale | Totale |
| Stagione            | Club                | Comp                | Pres       | Reti       | Comp            | Pres            | Reti            | Comp               | Pres               | Reti               | Comp       | Pres       | Reti       | Pres   | Reti   |
| ------------------- | ------------------- | ------------------- | ---------- | ---------- | --------------- | --------------- | --------------- | ------------------ | ------------------ | ------------------ | ---------- | ---------- | ---------- | ------ | ------ |
| 2007                | Skeid               | 1D                  | 6          | 0          | CN              | ?               | ?               | -                  | -                  | -                  | -          | -          | -          | ?      | ?      |
| 2008                | Skeid               | 2D                  | 22         | 17         | CN              | ?               | ?               | -                  | -                  | -                  | -          | -          | -          | ?      | ?      |
| Totale Skeid        | Totale Skeid        | Totale Skeid        | 28         | 17         |                 | ?               | ?               |                    | -                  | -                  |            | -          | -          | ?      | ?      |
| 2009                | Vålerenga           | ES                  | 15         | 2          | CN              | 3               | 1               | UEL                | 0                  | 0                  | SN         | 1          | 0          | 19     | 3      |
| 2010                | Vålerenga           | ES                  | 18         | 5          | CN              | 2               | 3               | -                  | -                  | -                  | -          | -          | -          | 20     | 8      |
| 2011                | Tromsø              | ES                  | 29         | 17         | CN              | 3               | 5               | UEL                | 3                  | 0                  | -          | -          | -          | 35     | 22     |
| gen.-giu. 2012      | Copenaghen          | SL                  | 9          | 2          | CD              | 3               | 1               | UCL+UEL            | -                  | -                  | -          | -          | -          | 12     | 3      |
| 2012-mar. 2013      | Copenaghen          | SL                  | 5          | 2          | CD              | 2               | 0               | UCL+UEL            | 0                  | 0                  | -          | -          | -          | 7      | 2      |
| Totale Copenaghen   | Totale Copenaghen   | Totale Copenaghen   | 14         | 4          |                 | 5               | 1               |                    | 0                  | 0                  |            | -          | -          | 19     | 5      |
| mar.-giu. 2013      | Vålerenga           | ES                  | 10         | 1          | CN              | 3               | 3               | -                  | -                  | -                  | -          | -          | -          | 13     | 4      |
| Totale Vålerenga    | Totale Vålerenga    | Totale Vålerenga    | 43         | 8          |                 | 8               | 7               |                    | 0                  | 0                  |            | 1          | 0          | 52     | 15     |
| ago. 2013-2014      | Odense              | SL                  | 26         | 9          | CD              | 1               | 0               | -                  | -                  | -                  | -          | -          | -          | 27     | 9      |
| lug.-dic. 2014      | Aalesund            | ES                  | 13         | 2          | CN              | -               | -               | -                  | -                  | -                  | -          | -          | -          | 13     | 2      |
| 2015                | Aalesund            | ES                  | 26         | 6          | CN              | 2               | 1               | -                  | -                  | -                  | -          | -          | -          | 28     | 7      |
| 2016                | Aalesund            | ES                  | 29         | 13         | CN              | 3               | 5               | -                  | -                  | -                  | -          | -          | -          | 32     | 18     |
| 2017                | Aalesund            | ES                  | 30         | 16         | CN              | 3               | 2               | -                  | -                  | -                  | -          | -          | -          | 33     | 18     |
| Totale Aalesund     | Totale Aalesund     | Totale Aalesund     | 98         | 37         |                 | 8               | 8               |                    | -                  | -                  |            | -          | -          | 106    | 45     |
| 2018                | Strømsgodset        | ES                  | 24         | 7          | CN              | 7               | 8               | -                  | -                  | -                  | -          | -          | -          | 31     | 15     |
| 2019                | Strømsgodset        | ES                  | 16         | 3          | CN              | 1               | 1               | -                  | -                  | -                  | -          | -          | -          | 17     | 4      |
| Totale Strømsgodset | Totale Strømsgodset | Totale Strømsgodset | 40         | 10         |                 | 8               | 9               |                    | -                  | -                  |            | -          | -          | 48     | 19     |
| 2019                | Sarpsborg 08        | ES                  | 11         | 1          | CN              | -               | -               | -                  | -                  | -                  | -          | -          | -          | 11     | 1      |
| 2020                | Sarpsborg 08        | ES                  | 17         | 6          | -               | -               | -               | -                  | -                  | -                  | -          | -          | -          | 17     | 6      |
| 2021                | Sarpsborg 08        | ES                  | 0          | 0          | CN              | 0               | 0               | -                  | -                  | -                  | -          | -          | -          | 0      | 0      |
| Totale Sarpsborg 08 | Totale Sarpsborg 08 | Totale Sarpsborg 08 | 28         | 7          |                 | 0               | 0               |                    | -                  | -                  |            | -          | -          | 28     | 7      |
| Totale              | Totale              | Totale              | 315        | 109        |                 | 33+             | 30+             |                    | 3                  | 0                  |            | 1          | 0          | 352+   | 132+   |

### Cronologia presenze e reti in Nazionale
| Cronologia completa delle presenze e delle reti in nazionale ― Norvegia | Cronologia completa delle presenze e delle reti in nazionale ― Norvegia | Cronologia completa delle presenze e delle reti in nazionale ― Norvegia | Cronologia completa delle presenze e delle reti in nazionale ― Norvegia | Cronologia completa delle presenze e delle reti in nazionale ― Norvegia | Cronologia completa delle presenze e delle reti in nazionale ― Norvegia | Cronologia completa delle presenze e delle reti in nazionale ― Norvegia | Cronologia completa delle presenze e delle reti in nazionale ― Norvegia |
| Data                                                                    | Città                                                                   | In casa                                                                 | Risultato                                                               | Ospiti                                                                  | Competizione                                                            | Reti                                                                    | Note                                                                    |
| ----------------------------------------------------------------------- | ----------------------------------------------------------------------- | ----------------------------------------------------------------------- | ----------------------------------------------------------------------- | ----------------------------------------------------------------------- | ----------------------------------------------------------------------- | ----------------------------------------------------------------------- | ----------------------------------------------------------------------- |
| 15-1-2012                                                               | Bangkok                                                                 | Danimarca                                                               | 1 – 1                                                                   | Norvegia                                                                | King's Cup 2012                                                         | -                                                                       |                                                                         |
| 18-1-2012                                                               | Bangkok                                                                 | Thailandia                                                              | 0 – 1                                                                   | Norvegia                                                                | King's Cup 2012                                                         | -                                                                       | 82’                                                                     |
| 21-1-2012                                                               | Bangkok                                                                 | Corea del Sud                                                           | 3 – 0                                                                   | Norvegia                                                                | King's Cup 2012                                                         | -                                                                       |                                                                         |
| Totale                                                                  |                                                                         | Presenze                                                                | 3                                                                       |                                                                         | Reti                                                                    | 0                                                                       |                                                                         |

## Palmarès

### Club
- Coppe di Danimarca: 1

Copenhagen: 2011-2012

### Individuale
- Capocannoniere del campionato norvegese: 1

2011 (17 gol)